# USS Vicksburg (CG-69)
USS Vicksburg (CG-69), dvadeset i treća raketna krstarica klase Ticonderoga u službi američke ratne mornarice; četvrti je brod koji nosi to ime.

## Vanjske poveznice
- USS Vicksburg  Arhivirana inačica izvorne stranice od 7. kolovoza 2016. (Wayback Machine)